# Marktplatz (Heidelberg)

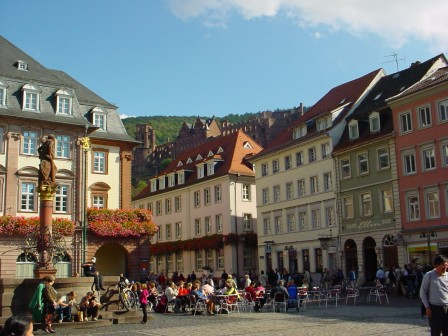
La place du marché vue de la Heiliggeistkirche. Au fond à gauche la mairie, au dessus le château au centre.

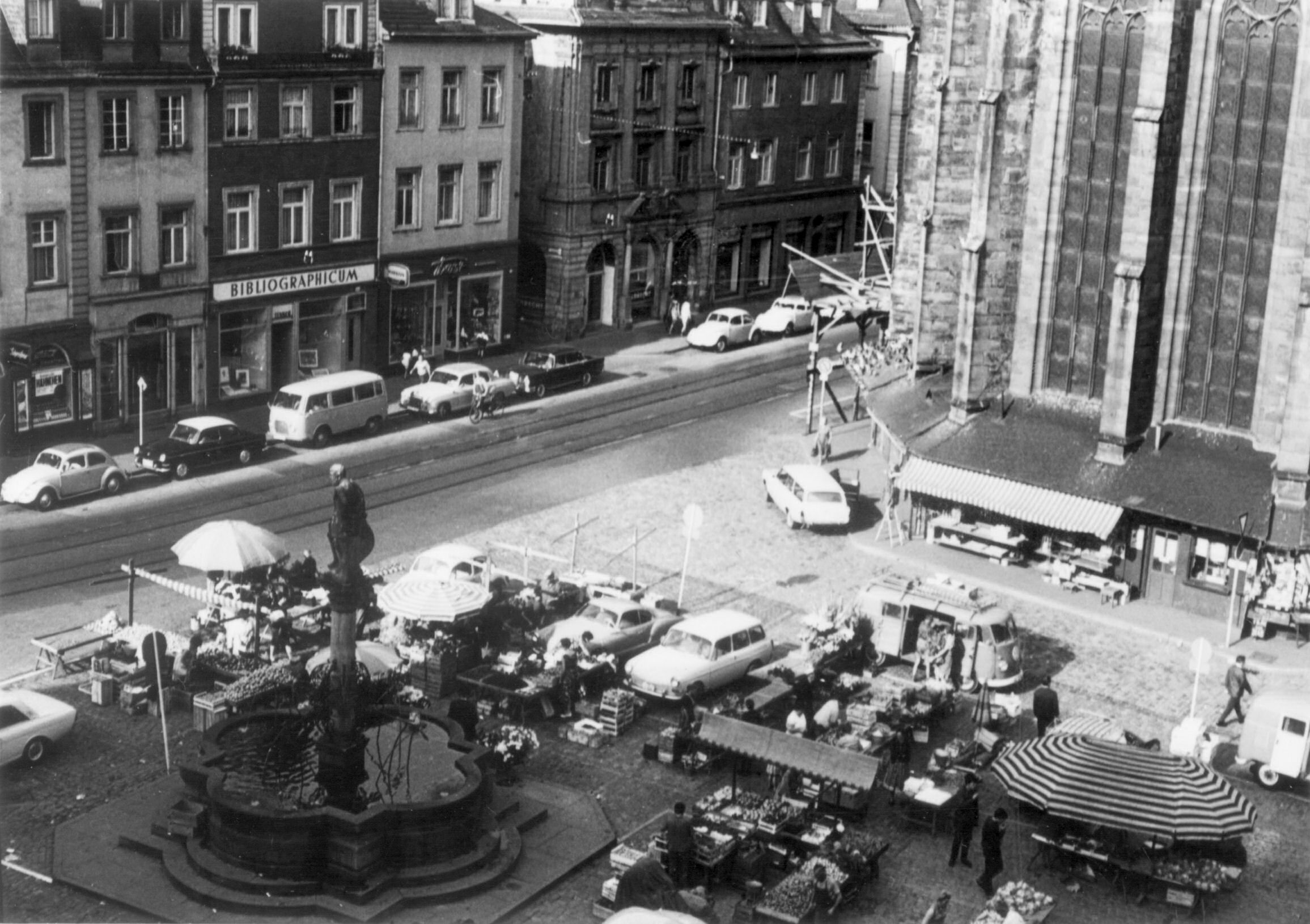
La place du marché, encore utilisée par la circulation automobile, en 1965

La place du marché est une place centrale de la vieille ville de Heidelberg en Allemagne.

## Topographie et histoire
La place du marché est l'une des plus anciennes de la ville et remplit sa fonction éponyme depuis que la place existe. Au nord et au sud elle est bordée par des rangées de maisons, à l'est de la place du marché se trouve la mairie, à l'ouest la place est dominée par l'église du Saint-Esprit.
Au milieu de la place se trouve la fontaine d'Hercule, qui a été construite entre 1706 et 1709 et est destinée à commémorer les énormes efforts déployés pour reconstruire la ville après les ravages de la guerre de Succession du Palatinat.
En plus de sa fonction de place pour le marché hebdomadaire, la place a également servi de lieu pour les procès publics aux siècles précédents, tels que B. contre Johannes Sylvanus, la bande de voleurs des Hölzerlips ou Mannefriedrich en 1812.
Après que la place du marché ait également servi de parking à côté de la rue principale, qui était alors encore ouverte à la circulation automobile, elle n'est accessible aux piétons que depuis la fin des années 1970. En hiver, la place du marché sert aussi régulièrement de lieu pour le marché de Noël d'Heidelberg.

## Liens
- Panorama à 360° sur la place du marché